# Koós Zsófia
Koós Zsófia (Sztána, 1916. április 6. – Kolozsvár, 1990. szeptember 15.) színésznő, Kós Károly leánya.

## Életrajza
Pályafutását 1936-ban A csáki bíró leánya című Szentimrei Jenő által rendezett balladai hangulatú népi játékban kezdte. Előbb a Kolozsvári Állami Magyar Színház, utána a szatmárnémeti társulat tagja volt. 1948-tól egészen nyugdíjazásáig játszott újból a Kolozsvári Állami Magyar Színháznál. Szavalóestek rendszeres fellépője volt, a kolozsvári Magyar Művészeti Intézetben egy darabig beszédtechnikát is tanított.

## Fontosabb szerepei
- Bese Anna (Kós Károly: Budai Nagy Antal);
- Komisszárnő (Visnyevszkij: Optimista tragédia);
- Bolkonszkaja hercegnő (Tolsztoj–Piscator: Háború és béke);
- Claire Zachanassian (Friedrich Dürrenmatt: Az öreg hölgy látogatása);
- Capuletné (William Shakespeare: Rómeó és Júlia);
- Alice Postic (Robert Thomas: A papagáj és a zsaru).